# Familles de Bonald
De Bonald est un patronyme porté par des familles distinctes dans le Rouergue.

## Patronyme
Gustave Chaix d'Est-Ange écrit que le nom Bonald est connu en Rouergue au Moyen Âge, mais comme il semble avoir existé en Rouergue plusieurs familles distinctes de ce nom, on ne peut affirmer avec certitude que les divers personnages appartenaient à la même famille.

## Familles

### Famille de Bonald (Millau)
La famille de Bonald est une famille française de robe, noble d'ancienne extraction sur preuves de 1497, originaire de Millau dans le Rouergue, subsistante de nos jours.

### Autres familles
L'historien du Rouergue, Hippolyte de Barrau, mentionne plusieurs familles de ce nom à Rodez.
Une famille de Bonald ou de Bonal, éteinte au XVIIIe siècle, est à l'origine, depuis le début du XVe siècle, d'une dynastie de juges des Montagnes du Rouergue, parmi lesquels se trouve l'historien Antoine de Bonald (1548-1628), fils de Jean de Bonal, sieur de la Rodde, et d'Antoinette Guirbaldy, auteur d'une Histoire de la Comté et des évêques de Rodez dont la copie authentique se trouve à la Bibliothèque Nationale.
Amalric de Bonald, fils de Pierre et de Cébélie Aymard, est qualifié noble dans l'hommage qu'il rendit en 1397 à Bernard VII d'Armagnac, comte de Rodez, pour des rentes qu'il tenait à Rodelle dans le Rouergue.